# Abdelhafidh Erbich
Abdelhafidh Erbich (né le 23 juillet 1963 à Tripoli) est un footballeur libyen reconverti en entraîneur.

## Biographie
Abdelhafidh Erbich commence sa carrière de footballeur en 1980 au sein du club d'Al Medina Tripoli. Erbich restera pendant toute sa carrière soit 13 ans dans ce club en tant que défenseur. Il remportera au passage un championnat et une coupe,. Il sera aussi vice-champion à deux reprises avec son club lors des éditions 1987 et 1989-1990 du championnat national de Libye. Erbich met fin à sa carrière en 1993 durant une période de tension en Libye puisque l'embargo contre la Libye était toujours en cours.
Erbich se reconvertit ensuite et commence sa carrière d’entraîneur en 2000 dans son club de cœur Al Medina Tripoli. Son contrat ne sera pas prolongé et donc Erbich quittera le club en 2001. Dans son passage, il permet à Al Medina Tripoli de remporter un championnat face à Al Tahaddy Benghazi et une supercoupe face au club d'Al Ahly Tripoli. Il rejoint ensuite lors de la saison 2001-2002 l'équipe du Wefaq Sabratha. Le club qui termine 7e du classement ne prolongera pas le contrat d'Erbich. Après une saison d'arrêt, il prend ensuite la tête de l'équipe d'Al Shat Tripoli qui évolue cette saison en 2e division. Erbich réussira ainsi la montée d'Al Shat Tripoli. La saison suivante, il prend les rênes d'Al Uroba Tripoli (équipe promu de 2e division). Il ne restera que quelques mois dans ce club pour ensuite entraîner l'équipe de Khaleej Syrte qui évolue cette saison en seconde division. En 2005-2006, il n'entraîne aucune équipe. Il reprend ensuite la tête d'Al Medina Tripoli lors de la saison 2006-2007 avec lequel il terminera 3e du classement,.
Lors de la saison 2007-2008, il reprendra la tête de Khaleej Syrte avec qui il remportera la Coupe de Libye face à son équipe de cœur, Al Medina Tripoli,. La formation de Syrte prendra également la 5e place du classement et du fait notamment de sa victoire en coupe, l'équipe remporte son ticket pour la Coupe de la confédération 2009. L'année suivante, il n'entraîne aucune équipe avant de prendre la tête d'Al Hilal Benghazi. Il prendra la 7e place au classement avec ce club. En 2010, il devient entraîneur de l'équipe de Darnes Darnah qui vient d'être promu de 2e division. L'équipe était 7e au classement avant l'interruption des compétitions en Libye à la suite du déclenchement de la guerre civile libyenne.
À la fin de la guerre civile libyenne, il prend la tête de l'équipe nationale de Libye en 2012. Il gardera ce poste jusqu'en 2013 lorsque l'espagnol Javier Clemente lui succède.